# 中国公安体育协会
中国公安体育协会，简称公安体协，是中国公安系统的体育协会，亦是中国大陆较早创建的行业性体育协会。协会办公地址为北京市东城区东长安街14号（即公安部办公地址）。

## 历史
1956年，成立中国公安体育协会，时任公安部副部长的王昭兼任主席。1960年，公安部第十次公安工作会议后，更名为中国前卫体育协会（简称前卫体育协会、前卫体协）。协会在文革期间被破坏。1984年1月，国务院同意恢复，同年5月，正式恢复。1994年，公安部教育局设立警察体育处，与前卫体协，一个机构两块牌子。1996年时，蒋先进担任前卫体协主席。1998年，进行行政分离，做为社会团体实行公务员管理。2001年，蒋先进连任主席。2012年，加入国际警察体育联合会，成为第三副主席成员国。2018年时，为中国企业体育协会理事单位。2022年，中华人民共和国民政部批准该会更名“中国公安体育协会”。